# Las consecuencias del amor
Las consecuencias del amor (titulada Le conseguenze dell'amore en italiano) es una película italiana de drama, suspenso y neo-noir de 2004 escrita y dirigida por Paolo Sorrentino. Está protagonizada por Toni Servillo como Titta Di Girolamo, un misterioso y reservado hombre de negocios, Titta Di Girolamo, que vive desde hace años en un hotel de un pueblo de la Suiza italiana.
Además de competir en el Festival de Cannes 2004, la película ganó cinco premios David di Donatello, incluyendo mejor película, mejor director y mejor actor. El filme obtuvo críticas favorables y la actuación protagónica de Servillo fue elogiada.

## Trama
Titta Di Girolamo es un hombre solitario de mediana edad que ha pasado los últimos ocho años viviendo en un hotel de categoría en Lugano, Suiza. Cada día se viste de traje y deambula, evitando el contacto con la gente. Por las mañanas resuelve puzles de ajedrez y por las tardes juega a las cartas con una pareja aristocrática en decadencia que todavía viven en el hotel del que solían ser dueños. Ocasionalmente, llama a su familia en Italia pero su esposa no tiene ganas de hablar y tampoco sus hijos. Empieza a sentirse atraído por Sofia, la camarera del bar del hotel, pero se niega a hablar con ella, prefiriendo no complicar su monótona vida.
Gradualmente las razones de la extraña vida de Titta se hacen aparentes. Se revela que hace ocho años Titta era un asesor fiscal y corredor financiero que invertía grandes sumas de dinero. Un día, invirtió 250 mil millones de liras italianas de parte de la Cosa nostra, perdiendo 220 mil millones en un par de horas. Como forma de castigo, se obligó a Titta a vivir por el resto de su vida como peón de la mafia, entregando regularmente portafolios con dinero a un banco suizo. Su otro secreto es que suele utilizar heroína: todos los miércoles a las diez de la mañana, sube a su habitación y se inyecta la droga. 
Un día, las cosas comienzan a cambiar: llega el sociable hermano menor de Titta. Este lo alienta a que hable más con Sofia. Más tarde, dos hombres de la mafia llegan inesperadamente a su habitación, la cual usan como escondite para llevar a cabo un asesinato en la ciudad. Antes de retirarse, los hombres ven el portafolio con el dinero que Titta debe entregar esa semana. Sofia y Titta comienzan una relación extraña, romántica pero no sexual.
Mientras tanto, durante la visita semanal de Titta al banco, los empleados encargados de contar el dinero a mano descubren que faltan cien mil dólares. Titta ya lo sabe, pero hace ver que está molesto con el «error» de los empleados del banco y pide que cierren su cuenta. Su engaño logra el resultado esperado: para evitar ofenderlo, y en parte temiendo a la mafia, los empleados del banco fingen haber contado mal, y su robo pasa desapercibido.
Más tarde se conoce que Titta robó el dinero para comprarle un costoso auto a Sofia. En un principio, ella rechaza el regalo al sentir que todavía no lo conoce muy bien, pero más tarde se disculpa e intenta saber más sobre él. Titta le revela todos sus secretos y Sofia le propone festejar el cumpleaños número cincuenta de Titta al día siguiente. Él acepta.
Al día siguiente, los dos asesinos de la mafia regresan y roban el portafolio con el dinero de esa semana. Titta entra en pánico e inmediatamente llama a su contacto en la mafia, Pippo, que le dice que se dirija al sur de Italia ese mismo día para explicar la situación, pero Titta dice que llegará en dos días porque tiene compromisos que cumplir. Sin embargo, después de que Sofia no logra llegar al hotel para festejar su cumpleaños, Titta, decepcionado, pensando que nadie lo ama, se dirige al aeropuerto. En realidad, Sofia no aparece porque ha tenido un accidente de tránsito y la ambulancia que la transporta pasa al lado del auto de Titta mientras abandona la ciudad.
Después de llegar al destino, Titta es llevado a un hotel cercano y, tras una espera en una sala de estar, es interrogado por el jefe. Titta explica que ha recuperado el dinero. En una escena retrospectiva se ve que, cuando el dinero fue robado por los dos hombres, Titta recuperó su compostura, tomó su arma y averió el ascensor, obligando a los mafiosos a huir por las escaleras. Esto los retrasó y Titta logró usar el ascensor para llegar antes al estacionamiento. Se escondió dentro del auto y los mató a ambos cuando llegaron. 
El jefe le pregunta a Titta por qué simplemente no depositó el dinero y se ahorró el viaje, pero Titta le dice que no quiere devolverlo, porque le han robado su vida. En ese momento, el jefe le pide a uno de sus subordinados que transfiera la cuenta de Titta a otra persona, antes de preguntarle donde está el dinero. Nuevamente, Titta se niega. Los guardias se lo llevan y a la mañana siguiente es conducido a una obra en construcción. Es colgado de una grúa sobre un container de cemento fresco, y le dicen que, a menos que revele la ubicación del dinero, será sumergido en el cemento. Habiéndole dejado ya el dinero a los veteranos aristócratas del hotel, Titta se rehúsa a hablar. 
La película termina con Titta siendo sumergido en el cemento mientras piensa en su viejo mejor amigo Dino, que trabaja como electricista en los Alpes.

## Reparto
- Toni Servillo - Titta Di Girolamo
- Olivia Magnani - Sofia
- Adriano Giannini - Valerio Di Girolamo
- Raffaele Pisu - Carlo
- Antonio Ballerio - Director del banco
- Gianna Paola Scaffidi - Giulia
- Nino D'Agata - Mafioso
- Vincenzo Vitagliano - Pippo D'Antò
- Diego Ribon - Director del albergue
- Gilberto Idonea - Asesino a sueldo veterano
- Giselda Volodi - Camarera
- Giovanni Vettorazzo - Letizia
- Gaetano Bruno - Asesino a sueldo joven
- Vittorio Di Prima - Nitto Lo Riccio
- Angela Goodwin - Isabella
- Giovanni Morosso - Dino Giuffrè

## Producción
La cinta fue producida por Fandango e Indigo Film y la filmación se llevó a cabo en Nápoles, Treviso y Suiza.

## Recepción

### Crítica
El sitio web agregador de reseñas Rotten Tomatoes que otorga un índice de aprobación del 83 %, basado en seis reseñas de críticos, con una calificación promedio ponderada de 7,3/10.
La película se destaca por su cinematografía extremadamente estilosa. Una de las escenas más memorables muestra a Titta inyectándose heroína y ve la cámara girar 180 grados mientras sigue la caída de la cabeza de Titta. Brian Gibson de Vue Weekly afirmó que «el estilo se convierte en contenido; los cortes y los ángulos crean narrativa, la superficie de la pantalla abre profundidades» destacando dicha escena así como «cámaras que se deslizan, ilusiones de ángulo y profundidad de campo que hacen vislumbres del comportamiento humano». Según él, la banda sonora enfatiza «la indiferencia y la extrañeza de una Suiza fríamente financiera, un purgatorio tipo Dante para Titta».
Por otro lado, Richard M. Porton de Chicago Reader sostuvo que «el ataque, a menudo juguetón, de Sorrentino a las convenciones del género es saboteado por un estilo visual ostentoso que [...] es poco más que un montón de trucos vacíos».
Los críticos también elogiaron los travellings de la película y la secuencia inicial, que muestra un corredor blanco brillante. Anton Bitel de Eye for Film escribió que «con simple minimalismo, esta escena [...] establece varias características clave de la película, ya que resume el estatus de Titta como un observador distante, protegido del 'nivel de la calle' de los asuntos humanos cotidianos, además de permitir un vistazo adelantado del desorden catastrófico que el deseo puede traer».

### Premios
| Organización                       | Categoría                            | Ganadores y nominados               | Resultado | Ref(s)              |
| ---------------------------------- | ------------------------------------ | ----------------------------------- | --------- | ------------------- |
| Festival de Cannes (2004)          | Palma de Oro                         | Paolo Sorrentino                    | Nominado  | [ 11 ]              |
| Festival de Cine de Cabourg (2004) | Gran premio                          | Paolo Sorrentino                    | Ganador   | [ 12 ]              |
| Premio David di Donatello (2005)   | Mejor película                       | Mejor película                      | Ganadora  | [ 4 ] [ 13 ] [ 14 ] |
| Premio David di Donatello (2005)   | Mejor director                       | Paolo Sorrentino                    | Ganador   | [ 4 ] [ 13 ] [ 14 ] |
| Premio David di Donatello (2005)   | Mejor guion                          | Paolo Sorrentino                    | Ganador   | [ 4 ] [ 13 ] [ 14 ] |
| Premio David di Donatello (2005)   | Mejor actor                          | Toni Servillo                       | Ganador   | [ 4 ] [ 13 ] [ 14 ] |
| Premio David di Donatello (2005)   | Mejor actor secundario               | Raffaele Pisu                       | Nominado  | [ 4 ] [ 13 ] [ 14 ] |
| Premio David di Donatello (2005)   | Mejor productor                      | Domenico Procacci Nicola Giuliano   | Nominados | [ 4 ] [ 13 ] [ 14 ] |
| Premio David di Donatello (2005)   | Mejor director de fotografía         | Luca Bigazzi                        | Ganador   | [ 4 ] [ 13 ] [ 14 ] |
| Premio David di Donatello (2005)   | Mejor banda sonora                   | Pasquale Catalano                   | Nominado  | [ 4 ] [ 13 ] [ 14 ] |
| Premio David di Donatello (2005)   | Mejor montaje                        | Giogiò Franchini                    | Nominado  | [ 4 ] [ 13 ] [ 14 ] |
| Premio David di Donatello (2005)   | Mejor sonido                         | Daghi Rondanini Emanuele Cecere     | Nominados | [ 4 ] [ 13 ] [ 14 ] |
| Globo d'oro (2005)                 | Mejor guion                          | Paolo Sorrentino                    | Ganador   | [ 15 ]              |
| Globo d'oro (2005)                 | Mejor actriz                         | Olivia Magnani                      | Nominada  | [ 15 ]              |
| Globo d'oro (2005)                 | Mejor actriz revelación              | Olivia Magnani                      | Ganadora  | [ 15 ]              |
| Globo d'oro (2005)                 | Gran premio de la prensa extranjera  | Gran premio de la prensa extranjera | Ganadora  | [ 15 ]              |
| Nastro d'argento (2005)            | Mejor director                       | Paolo Sorrentino                    | Nominado  | [ 16 ] [ 17 ]       |
| Nastro d'argento (2005)            | Mejor guion                          | Paolo Sorrentino                    | Ganador   | [ 16 ] [ 17 ]       |
| Nastro d'argento (2005)            | Mejor actor                          | Toni Servillo                       | Ganador   | [ 16 ] [ 17 ]       |
| Nastro d'argento (2005)            | Mejor actor secundario               | Raffaele Pisu                       | Ganador   | [ 16 ] [ 17 ]       |
| Nastro d'argento (2005)            | Mejor productor                      | Fandango                            | Nominada  | [ 16 ] [ 17 ]       |
| Nastro d'argento (2005)            | Mejor director de fotografía         | Luca Bigazzi                        | Ganador   | [ 16 ] [ 17 ]       |
| Nastro d'argento (2005)            | Mejor banda sonora                   | Pasquale Catalano                   | Nominado  | [ 16 ] [ 17 ]       |
| Nastro d'argento (2005)            | Mejor montaje                        | Giogiò Franchini                    | Nominado  | [ 16 ] [ 17 ]       |
| Premios del Cine Europeo (2005)    | Premio del público al mejor director | Paolo Sorrentino                    | Nominado  | [ 18 ]              |
| Premios del Cine Europeo (2005)    | Premio del público al mejor actor    | Toni Servillo                       | Nominado  | [ 18 ]              |
| Italian Online Movie Awards (2005) | Mejor película italiana              | Mejor película italiana             | Ganadora  | [ 19 ]              |
| Italian Online Movie Awards (2005) | Mejor actor protagonista             | Toni Servillo                       | Ganador   | [ 19 ]              |